# ألفريدو إيفانجليستا
ألفريدو إيفانجليستا (بالإسبانية: Alfredo Evangelista) مواليد 3 ديسمبر 1954 في مونتفيدو، هو ملاكم محترف أوروغوياني يصنف ضمن فئة الوزن الثقيل.

## المسيرة الاحترافية
من نزالاته:
- انتصر على رينالدو سنايبس (1983/09/23).
- خسر أمام جريج بيج بالضربة القاضية (1981/06/12).

## إحصائيات
خاض خلال مسيرته 78 نزالا، فاز في 61 وتعادل في 4 وخسر في 13. فاز بالضربة القاضية في 41 نزالا.

## روابط خارجية
- ألفريدو إيفانجليستا على موقع بوكس ريك (الإنجليزية) (registration required)